# 維也納工業大學

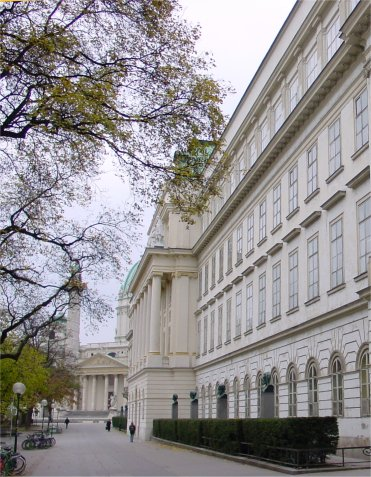
Front view of the main old building of the Vienna University of Technology towards the Karlskirche

維也納工業大學（德語：Technische Universität Wien）是奥地利首都维也纳的主要大学之一。

## 历史
其前身为成立于1815年的帝国与王国理工学院（k.u.k. Polytechnisches Institut）.现有17931名学生（含28%的国际学生和29%的女生），4000名教职工（其中1800名教师）。学校的教学与科研以工程学和自然科学见长。

## 知名教授和校友
- 西格弗里德·贝歇尔（英语：Siegfried Becher）（1806 - 1873），经济学教授
- 保罗·艾斯勒（英语：Paul Eisler）（1907 - 1992），印刷电路板发明人
- 雨果·埃利希（英语：Hugo Ehrlich）（1879 - 1936），克罗地亚建筑师
- 蒂爾曼·格格羅斯（英语：Tillman Gerngross），达特茅斯学院工程学教授，生物工程学家和企业家，GlycoFi及Adimab公司创始人
- Adolph Giesl-Gieslingen（英语：Adolph Giesl-Gieslingen）（1903 - 1992），奥地利机车设计师与工程师
- Karl Gölsdorf（英语：Karl Gölsdorf）（1861 - 1916），奥地利机车设计师与工程师
- 维克托·卡普兰（英语：Viktor Kaplan）（1900），卡布蘭式水輪機发明人
- 米卢廷·米兰科维奇（1879 – 1958），地球物理学家，土木工程师
- 约尔丹·米拉诺夫（英语：Yordan Milanov）（1867 - 1932），19世纪末20世纪初杰出的保加利亚建筑师
- 理查德·冯·米泽斯（1883 - 1953），科学家
- Hubert Petschnigg（英语：Hubert Petschnigg）（1913 - 1997），建筑师（毕业于Graz University of Technology）
- 費迪南德·皮耶希（1937），奥地利企业家，工程师，前任大众集团监事会主席
- Zvonimir Richtmann（英语：Zvonimir Richtmann）（1901 - 1941），克罗地亚犹太裔物理学家，哲学家，政治人物及公共活动家
- Irfan Skiljan，图像浏览器IrfanView作者
- Edo Šen（英语：Edo Šen）（1877 – 1949），克罗地亚建筑师。
- 戈特弗里德·恩格鲍克（英语：Gottfried Ungerboeck）（1940），trellis modulation（英语：trellis modulation）发明人, IBM院士
- Heinz Zemanek（英语：Heinz Zemanek）（1920），奥地利计算机先驱
- Keivan Ghaffari（英语：Keivan Ghaffari）（1962），伊朗电子工程师，现为诺基亚西门子部门主管
- 弗里茨·朗，知名導演
- 安娜·基森霍夫，奥地利奧運金牌。

## 体育
2007年10月，维也纳工业大学承办了世界校际运动会。

## 画廊

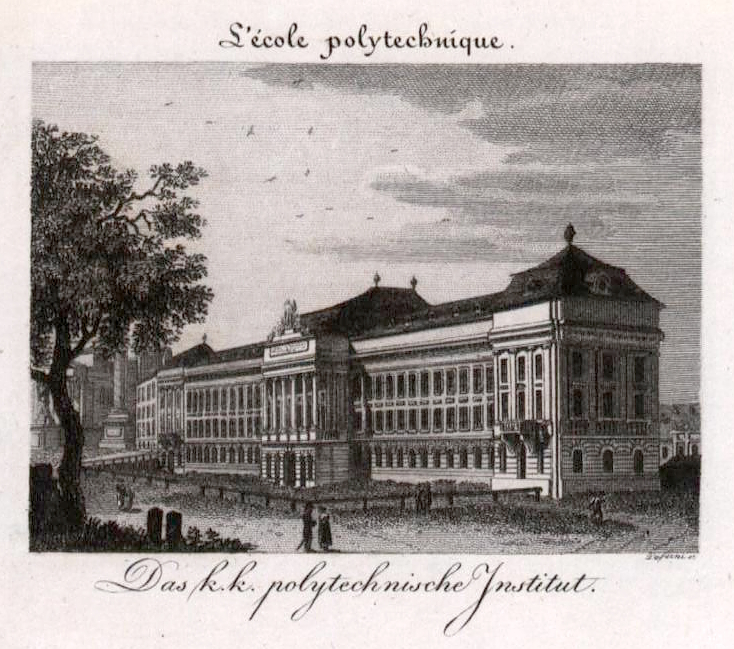
1823年的帝国与王国理工学院
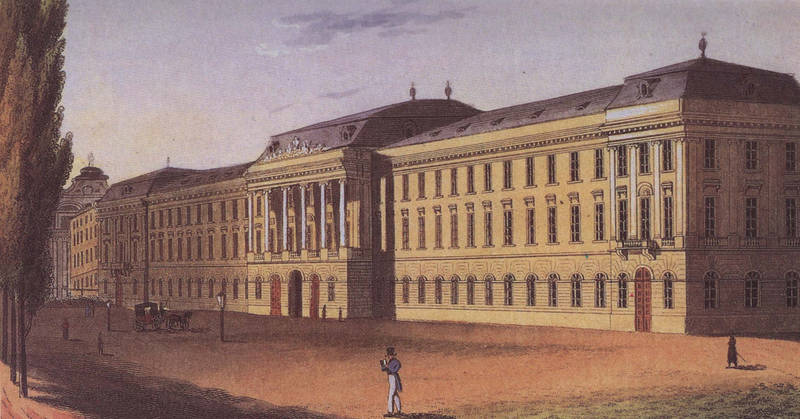
1825年的主教学楼
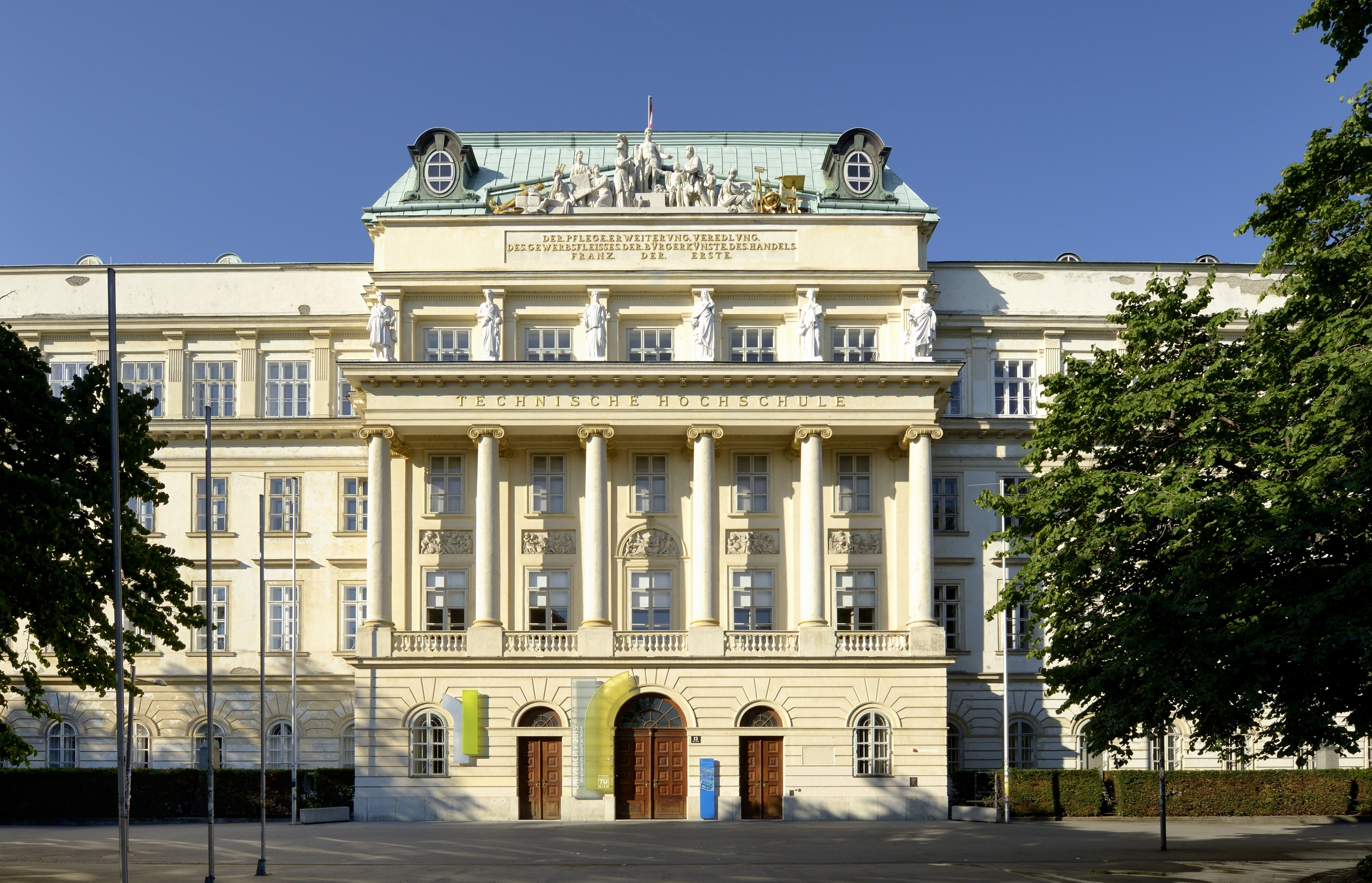
主教学楼
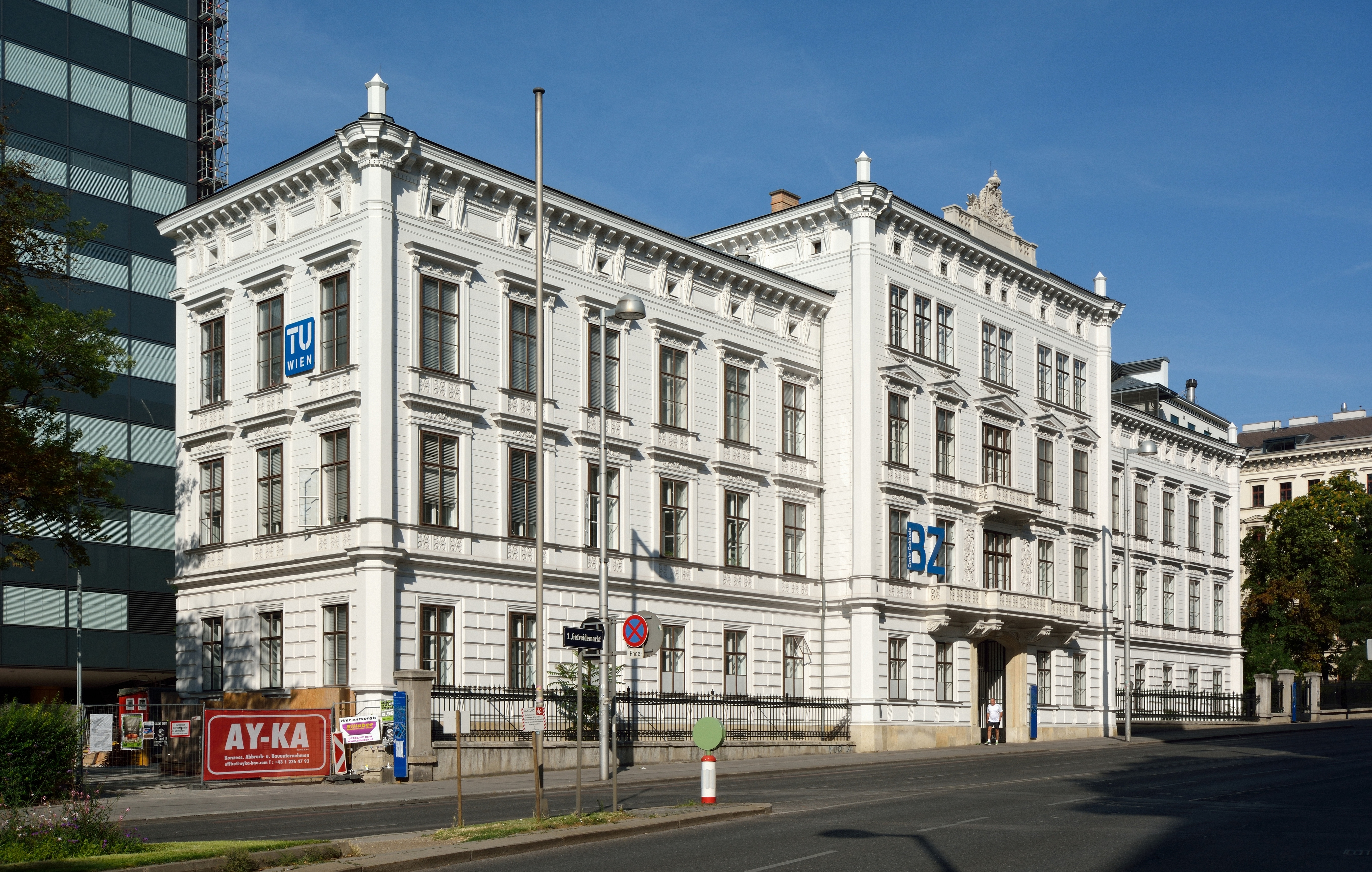
研究所
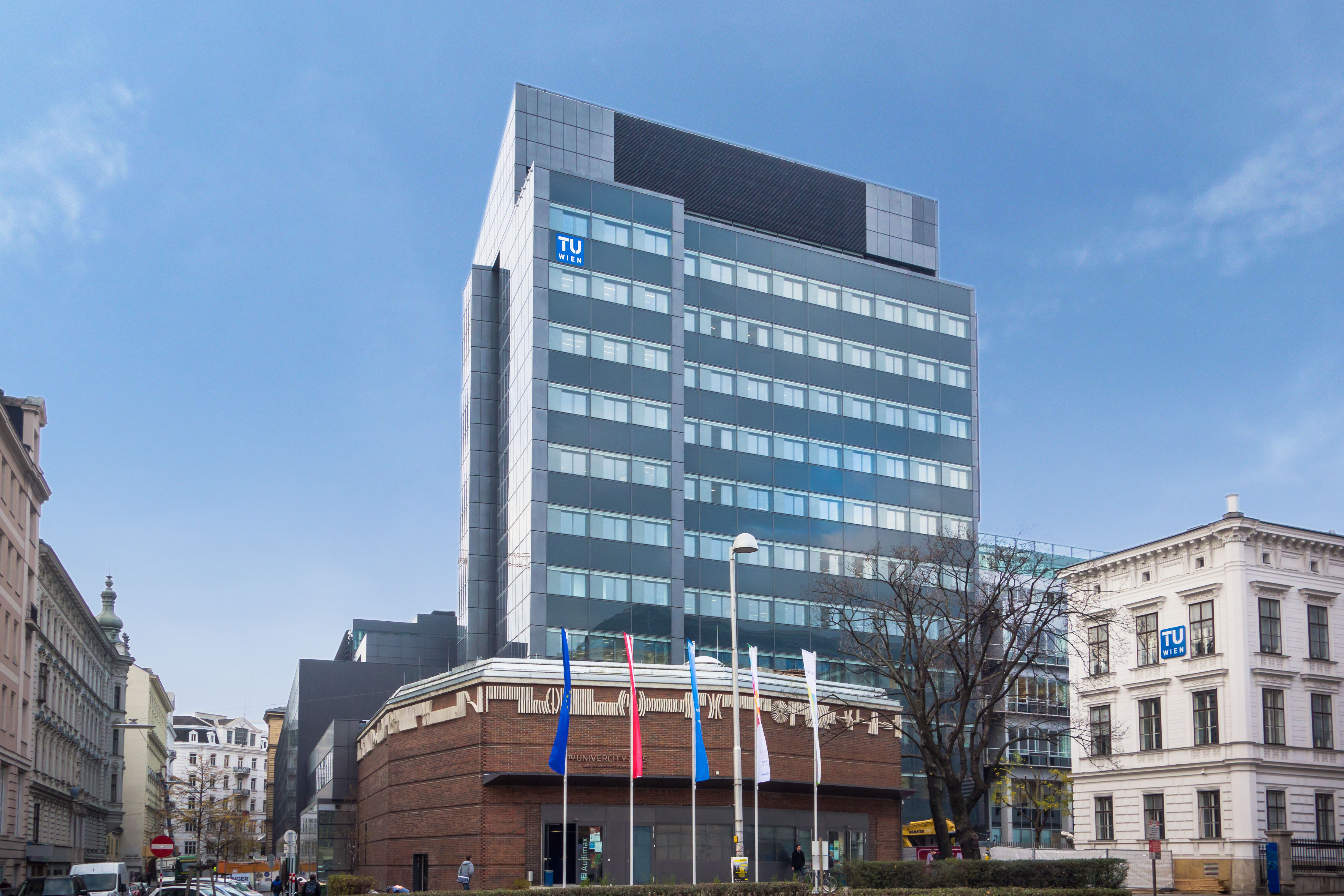
能源研究所
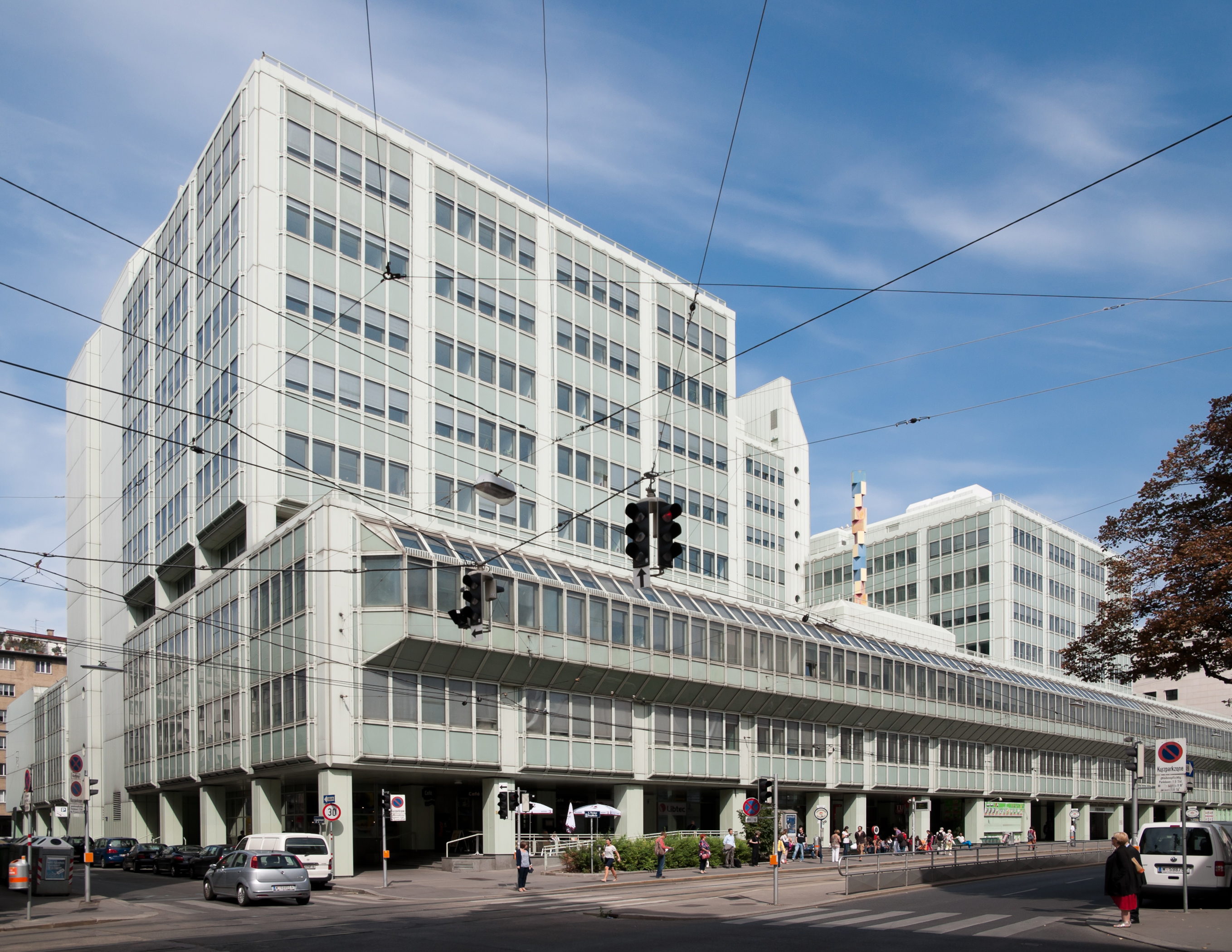
教学楼
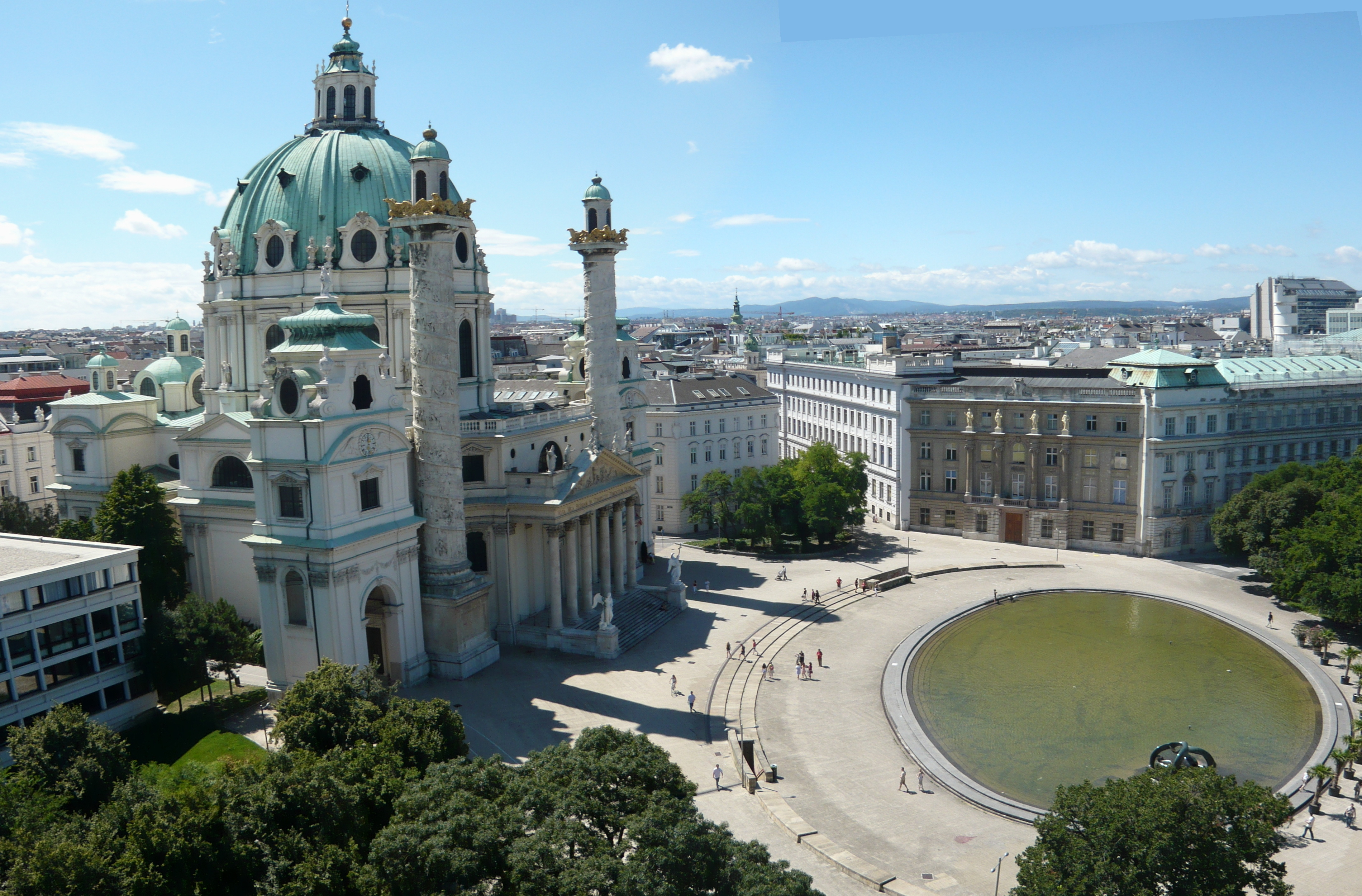
查理教堂